# Chilenska inbördeskriget 1829-1830
Chilenska inbördeskriget 1829-1830 (spanska: Guerra Civil de 1829-1830) var en väpnad konflikt mellan de konservativa Pelucones och liberala Pipiolos-styrkor Chile, och rörde konstitutionella frågor. Kriget slutade med att liberalerna förlorade, och en ny konstitution som kom 1833, och gällde till 1925.